# Estación Huara
Huara es una estación ubicada en la localidad de Corte Alto, perteneciente a la comuna chilena de Huara, en la Región de Tarapacá, que fue originalmente parte del ferrocarril salitrero y posteriormente nacionalizado e integrado a las líneas de la Empresa de los Ferrocarriles del Estado. Actualmente la estación se encuentra clausurada y su vía levantada. En 1991 fue declarada monumento nacional.

## Historia
Aun cuando la localidad de Huara ya contaba con dos estaciones de ferrocarriles para la época en la que se comienza a construir el Longitudinal Norte (con la estación homónima del ferrocarril salitrero edificada a fines de 1884 y la estación homónima del Ferrocarril de Agua Santa en 1893) debido al gran número de minas extractoras de salitre en la zona y la necesidad de transportar estos a los puertos para su exportación, sumado a esto se halla el estallido de la Primera Guerra Mundial y la paralización de las faenas en el norte del país, el estado de Chile promulga en 1914 una ley que permite la construcción del Ferrocarril de Iquique a Pintados, que además incluyó una extensión del ferrocarril desde Pintados a Huara.
La extensión desde la oficina Santiago hasta Huara fue finalizada el 7 de octubre de 1936 e inaugurada el 11 de octubre del mismo año. La estación fue construida para ser una parada de primera clase: el edificio fue construido con dos pisos, el primero para albergar una sala de espera y la boletería, mientras que el segundo piso se encontraban las habitaciones del personal.
En 1951 el ferrocarril pasa de Nitrate Railways Co. Ltd a manos de la Empresa de los Ferrocarriles del Estado.
Debido al declive de la industria salitrera en la región de Tarapacá, además del levantamiento de los ramales hacia las estaciones Alto de Caleta y Junín, la construcción de la panamericana norte y la disminución de los viajes de pasajeros, la estación correspondiente al Ferrocarril de Iquique a Pintados fue suprimida mediante decreto del 9 de febrero de 1961 y posteriormente las vías fueron levantadas, mientras que la estación correspondiente al Ferrocarril Salitrero de Tarapacá fue clausurada el 22 de marzo del mismo año.
El edificio fue declarado monumento nacional el 2 de mayo de 1991.

## Localización
La estación Huara se halla ubicado en la localidad de Corte Alto, en la ruta 5 Panamericana Norte de Chile, se encuentra a 94,5 kilómetros de Iquique, perteneciente a la comuna chilena de Huara.